# 권성호 (정치인)
권성호(생년 미상 ~ )은 조선민주주의인민공화국의 정치인이다. 전 조선로동당 중앙위원회 후보위원 겸 내각 국가건설감독상이다.

## 경력
2004년 12월 조선민주주의인민공화국 내각 국가건설감독성 건설설계정보쎈터 기사장을 거쳐 2013년 5월 김석준 후임으로 국가건설감독상에 임명되었다. 2016년 5월 조선로동당 제7차 대회에서 조선로동당 중앙위원회 후보위원으로 선출되었다.

## 최고인민회의 대의원
2014년 3월 최고인민회의 제13기 대의원으로 선출되었다.